# 中國UFO研究會
中國UFO研究會（英文縮寫：CURO）是一個中國的不明飛行物研究組織，1979年其前身「中國UFO愛好者聯絡處」在武漢大學成立，1980年更名為「中國UFO研究協會」，1997年9月解散。為中國首個民間UFO组织。

## 歷史
1978年11月30日《人民日报》刊登的一篇文章UFO——一个不解的世界之谜於中國掀起了UFO熱潮。在湖北武漢大學的查樂平博士倡導之下，1979年9月20日「中國UFO愛好者聯絡處」於武漢大學成立。1980年5月，經武汉市科学技术协会批准，更名為「中國UFO研究協會」:212-213。當年已有會員三百餘人。
1981年3月，在武漢大學召開第一次全國代表大會，組成首屆理事會，查樂平當選首任理事長。當時該協會的會員約有五百人。自此之後中國各地的UFO研究組織相繼成立。
1983年，中國UFO研究協會第二次全國代表大會在上海科協禮堂召開，會上暨南大學物理系教授梁榮麟當選理事長，並將協會更名為「中國UFO研究會」，會址則遷往廣州。1986年，第三次全國代表大會在長春召開，孫式立當選理事長；為維持與中國科學技術協會的關係，將會址遷往北京。1992年，第四次全國代表大會在北京召開:213-215。
在1981年的7·24UFO事件過後，中國UFO研究會立刻組織各地分會展開大規模的調研活動，並於各地媒體上發表研究該起事件的文章。1994年鳳凰山事件發生後，中國UFO研究會也聯合了北京UFO研究會等幾個組織一同對進行實地考察。
1997年9月中國UFO研究會解散。

## 歷任理事長
- 查樂平（1980年－1983年）
- 梁榮麟（1983年－1986年）
- 孫式立（1986年－）